# Zonotrichia
Zonotrichia là một chi chim trong họ Emberizidae.

## Các loài
- Zonotrichia albicollis (J. F. Gmelin, 1789)
- Zonotrichia atricapilla (J. F. Gmelin, 1789)
- Zonotrichia capensis (Muller, 1776)
- Zonotrichia leucophrys (Forster, 1772)
- Zonotrichia querula (Nuttall, 1840)